# شان ویلیامز (کشتی‌گیر)
شان ویلیامز (انگلیسی: Shaun Williams؛ زادهٔ ۵ دسامبر ۱۹۷۶) کشتی‌گیر اهل آفریقای جنوبی بود.